# Landkreis Demmin
Landkreis Demmin var en Landkreis i den østlige centrale del af delstaten Mecklenburg-Vorpommern. Den grænseede i nord til Landkreis Nordvorpommern, i øst til Landkreis Ostvorpommern, i Sydøst til Landkreis Mecklenburg-Strelitz, i syd til Landkreis Müritz og i vest til Landkreis Güstrow.
Området er smukt præget af mange søer bl.a. Kummerower See, Peene, Tollense.  Den østlige del af landkreisen, omkring 1/3 hører historisk til Vorpommern, og den vestlige del til Mecklenburg-Schwerin.
Landkreisen blev oprettet i 1994, men opløst under landkreisreformen i 2011. Landkreisens største del kom til den nye Landkreis Mecklenburgische Seenplatte, mens en del i nordøst kom til Landkreis Vorpommern-Greifswald.

## Byer og kommuner
Indbyggertal pr. 31. december 2006
Amtsfrie kommuner
1. Dargun, (4.995)
2. Demmin, Hansestadt * (12.633)

Amter med amtstilhørende kommuner/byer 
Administrationsby markeret med *
| - 1. Amt Demmin-Land * Demmin 1. Beggerow (630) 2. Borrentin (1.005) 3. Hohenbollentin (132) 4. Hohenmocker (608) 5. Kentzlin (249) 6. Kletzin (867) 7. Lindenberg (272) 8. Meesiger (305) 9. Nossendorf (857) 10. Sarow (867) 11. Schönfeld (443) 12. Siedenbrünzow (629) 13. Sommersdorf (276) 14. Utzedel (564) 15. Verchen (426) 16. Warrenzin (427) - 2. Amt Jarmen-Tutow 1. Alt Tellin (494) 2. Bentzin (949) 3. Daberkow (408) 4. Jarmen, Stadt * (3.418) 5. Kruckow (709) 6. Tutow (1.372) 7. Völschow (548) | - 3. Amt Malchin am Kummerower See 1. Basedow (780) 2. Duckow (278) 3. Faulenrost (773) 4. Gielow (1.438) 5. Kummerow (688) 6. Malchin, Stadt * (7.866) 7. Neukalen, Stadt (2.140) 8. Remplin (830) - 4. Amt Peenetal/Loitz 1. Düvier (557) 2. Görmin (1.009) 3. Loitz, Stadt * (4.524) 4. Sassen-Trantow (867) - 5. Amt Stavenhagen 1. Bredenfelde (194) 2. Briggow (373) 3. Grammentin (252) 4. Gülzow (491) 5. Ivenack (933) 6. Jürgenstorf (1.150) 7. Kittendorf (353) 8. Knorrendorf (684) 9. Mölln (575) 10. Ritzerow (486) 11. Rosenow (1.068) 12. Stavenhagen, Reuterstadt * (6.295) 13. Zettemin (373) | - 6. Amt Treptower Tollensewinkel 1. Altenhagen (361) 2. Altentreptow, Stadt * (6.153) 3. Bartow (587) 4. Breesen (584) 5. Breest (181) 6. Burow (1.129) 7. Gnevkow (401) 8. Golchen (315) 9. Grapzow (453) 10. Grischow (291) 11. Groß Teetzleben (747) 12. Gültz (622) 13. Kriesow (369) 14. Pripsleben (288) 15. Röckwitz (323) 16. Siedenbollentin (671) 17. Tützpatz (623) 18. Werder (626) 19. Wildberg (630) 20. Wolde (705) |

53°45′N 13°00′Ø / 53.75°N 13°Ø